# Eucoronimyia hastata
Eucoronimyia hastata är en tvåvingeart som först beskrevs av Daniel William Coquillett 1895.  Eucoronimyia hastata ingår i släktet Eucoronimyia och familjen parasitflugor. Inga underarter finns listade i Catalogue of Life.